# Fédération française de backgammon
Pour les articles homonymes, voir FFB.
La Fédération française de backgammon est l'organisme national chargé de gérer et de promouvoir la pratique du backgammon en France. Il existe un championnat de France de backgammon.